# Eternal (SCANDALの曲)
「eternal」（エターナル）は、SCANDALの25枚目のシングル。2021年3月3日にColourful Records内のプライベートレーベル『her』から発売された。

## 概要
- 前作『SPICE』から約8か月を置いてのリリース[注釈 2]。
- 本作は、CD、デジタルダウンロード、カセットテープ、7インチアナログの4形態で発売。
- 表題曲「eternal」は、シライシ紗トリをプロデューサーに迎えて制作され、カップリングにはTOWA TEIによる同曲のリミックスバージョンを収録[3]。
- 同日には、「eternal」のジャケットアートワークとタイトルロゴを使用したTシャツ、スマホリング、ポーチなども販売された[3]。

## 収録曲
1. eternal - [3:42]
作詞：RINA
作曲：MAMI
編曲：シライシ紗トリ
2. eternal (TOWA TEI REMIX) - [4:19]